# Bandy i Litauen
Bandy i Litauen är en sport under utveckling.

## Historia
Litauen blev 2008 medlemmar i det internationella bandyförbundet "Federation of International Bandy". Man samtyckte till att delta i VM 2011 och till VM 2012 var man anmälda men drog sig ur.